# Colette Samoya Kirura

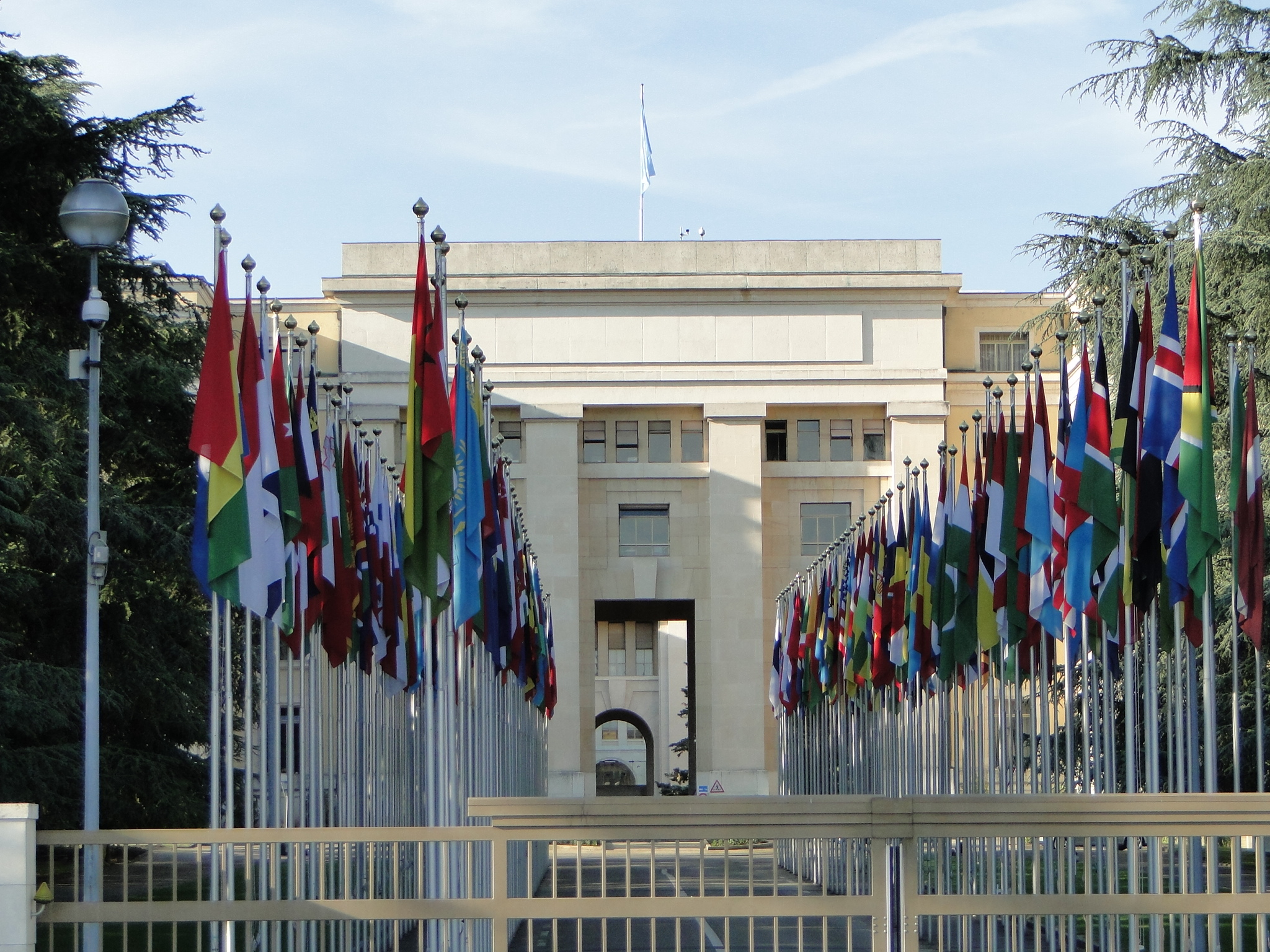
L'Office des Nations unies à Genève, où elle représente le Burundi.

Colette Samoya Kirura, née en 1952, est une femme politique burundaise, députée au parlement du Burundi de 1982 à 1987, ambassadrice auprès des Nations-Unies à partir de 1992, fondatrice d'association, militante pour la paix et écrivaine. 
Elle œuvre notamment pour la défense des droits humains, pour la paix et la réconciliation dans la région des Grands lacs, pour le pouvoir des femmes, pour l'éducation.

## Biographie
Colette Samoya Kirura naît en 1952 à Nyakirwa au Burundi,. Pionnière dès son enfance, elle est la première fille de son village à aller à l'école secondaire.
Elle commence à militer en politique au cours de ses études. Elle est l'une des premières femmes du pays à réussir la maîtrise, qu'elle obtient en histoire et en géographie. Elle enseigne dès l'obtention de son diplôme.
Élue en 1982 au parlement du Burundi, elle est parmi les rares femmes à y siéger à l'époque ; elle y siège jusqu'en 1987.
Entre 1987 et 1991, elle est présidente de l'Union des femmes burundaises. Elle revient régulièrement dans son pays, malgré les risques qu'elle encourt.
Colette Samoya Kirura est choisie en 1992 pour le poste d'ambassadrice aux Nations-Unies. Elle représente son pays pour les travaux et assemblées de l'ONU, à Genève. Elle s'occupe notamment de la défense des droits humains. Elle occupe encore ce poste en 2002.
Au Burundi, elle fonde en 1998 l'association pacifiste « Bangwe et dialogue », « Bangwe » signifiant « Cessez le combat ! » en kirundi. Cette organisation regroupe des femmes du Burundi, du Rwanda et de la République démocratique du Congo, dans un objectif de réconciliation et d'éducation, en particulier à l'intention des populations déplacées. 
Colette Samoya Kirura anime bénévolement cet organisme, qui se réunit alternativement dans chacun de ces trois pays de la région des grands lacs, promeut le pouvoir des femmes en faveur de la paix, par la littérature, le chant, les arts plastiques. Le soutien aux populations déplacées est assuré par l'aide matérielle comme par l'éducation.
L'injustice, qu'elle dit ne pas pouvoir supporter, est le thème du livre qu'elle publie en 2002, La Femme au regard triste,.
Mariée, mère de trois enfants, elle est veuve depuis 1992.

## Ouvrages
- La femme au regard triste, Paris, Budapest et Turin, l'Harmattan, 2002, 147 pages  (ISBN 2-7475-3140-6)[4].
- Crises politiques et conflits « ethniques » au Burundi : Pourquoi tant de sang versé depuis l'indépendance du pays ?, Saint-Denis, Publibook, 2014, 172 pages  (ISBN 2342023936 et 978-2342023930).